# Aksel C. Wiin-Nielsen
Aksel Christopher Wiin-Nielsen est un météorologue danois qui a enseigné à l'Université de Copenhague et à l'Université du Michigan, a été directeur du Centre européen pour les prévisions météorologiques à moyen terme (CEPMMT/ECMWF), directeur du service météorologique danois et secrétaire-général de l'Organisation Météorologique Mondiale (OMM).

## Biographie
Axel Christopher Wiin-Nielsen est né le 17 février 1924. Après avoir terminé ses études à l'Université de Copenhague en 1950 avec une spécialisation en mathématiques et physique, Wiin-Nielsen a travaillé pendant deux ans comme professeur au lycée de Bornholm, une île dans la mer Baltique.
La carrière météorologique de Wiin-Nielsen a débuté en 1952 à l'Université de Copenhague en tant qu'assistant scientifique du professeur Ragnar Fjørtoft. Il a ensuite déménagé à Stockholm pour travailler dans un centre de recherche, créé par Carl-Gustaf Rossby en 1947, de l'Institut suédois de météorologie et d'hydrologie. Il y a participé au développement du programme informatique de la première prévision numérique du temps opérationnelle en temps réel effectuée en 1954,.
En 1959, il a déménagé aux États-Unis pour travailler à la Joint Numerical Weather Prediction Unit, dirigée par le US Weather Bureau, l'US Air Force et l'US Navy. En 1961, il accepta une offre de travail au Centre national de recherche atmosphérique (NCAR) à Boulder (Colorado) où ses recherches portaient sur la circulation générale de l'atmosphère. S'installant à l'Université du Michigan en 1963, il créa le département de météorologie, qui s'unit plus tard à l'océanographie et l'aéronomie. Il y resta dix ans, le transformant en un centre de recherche sur la météorologie dynamique et la circulation générale de l'atmosphère.
En 1973, le Centre européen pour les prévisions météorologiques à moyen terme (CEPMMT/ECMWF) a été créé et Wiin-Nielsen en a été nommé premier directeur en janvier 1974. En 1979, le 8e Congrès météorologique mondial l'a élu comme troisième secrétaire général de l'Organisation météorologique mondiale des Nations Unies ce qui l'a amené à quitter le CEPMMT à la fin de cette année-là. Il a servi du 1er janvier 1980 au 31 décembre 1983.
De 1975 à 1979, il a été président de la Commission internationale de météorologie dynamique créée sous sa forme actuelle par l'Association internationale de météorologie et de physique atmosphérique (IAMAP) (maintenant l'Association internationale de météorologie et des sciences atmosphériques (IAMAS)).
Wiin-Nielsen est nommé directeur de l'Institut météorologique danois en 1984. Il se tourne vers l'enseignement comme professeur de physique à l'Université de Copenhague de 1987 et en 1995, il prend sa retraite mais reste professeur émérite de l'université, poursuivant ses intérêts de recherche,. Il a également été président de la Société européenne de géophysique (aujourd'hui l'Union européenne des géosciences) de 1990 à 1992.
Wiin-Nielsen est décédé le 26 avril 2010. Il a publié plus d'une centaine d'articles évalués par des pairs dans diverses revues scientifiques au cours de sa carrière.

## Notoriété
Wiin-Nielsen a récolté de nombreux honneurs, dont :
- Médaille Buys-Ballot de l'Académie royale néerlandaise des arts et des sciences en 1982[10] ;
- Prix international Wihuri en 1983[11] ;
- Membre honoraire de l'Union européenne des géosciences (UEG) ses contributions exceptionnelles en météorologie et de son support à l'UEG  en 1998[12] ;
- Membre honoraire de la Royal Meteorological Society (RMetS)[13] ;
- Membre honoraire de l'American Meteorological Society (AMS)[14] ;
- Fellow de l'AMS[15] ;
- Membre de l'Académie royale des sciences de Suède en géosciences[16] ;
- Prix de l'Organisation météorologique internationale de l'OMM à titre posthume en 2011[9],[17]